# Pupalia prostrata
Pupalia prostrata är en amarantväxtart som först beskrevs av Carl von Linné, och fick sitt nu gällande namn av Carl Friedrich Philipp von Martius. Pupalia prostrata ingår i släktet Pupalia och familjen amarantväxter. Inga underarter finns listade i Catalogue of Life.